# Bertil Zachrisson
Bertil Josef Zachrisson, född 2 maj 1926 i Örgryte församling i Göteborg, död 29 augusti 2023 i Blidö distrikt i Stockholms län, var en svensk chefredaktör, politiker (socialdemokrat) och ämbetsman.

## Biografi
Zachrisson var chefredaktör för Svenska Missionsförbundets tidning Svensk Veckotidning (en av föregångarna till Sändaren) 1962–1973 innan han blev socialdemokratisk riksdagsledamot 1969–1983. Han var utbildningsminister (med ansvar också för kulturfrågorna) 1973–1976, ordförande för trafikutskottet 1979–1983 och därefter generaldirektör för Postverket 1983–1988. Han var också vice ordförande i Broderskapsrörelsen.
Zachrisson var dessutom pastor i Svenska Missionsförbundet.